# Мила от Марс
„Мила от Марс“ е български игрален филм (драма) от 2004 година по сценарий и режисура на Зорница София. Оператори са Александър Крумов и Румен Василев. Музиката във филма е композирана от Румен Тосков.

## Актьорски състав
- Весела Казакова – Мила
- Асен Блатечки – Даскала
- Любомир Попов – Алекс
- Златина Тодева – Мама Злата
- Йордан Биков – Янаки Синия
- Велико Стоянов – дядо Стою
- Тодорка Тодорова – баба Дора
- Вера Сиракова – баба Севда, учителка
- Румяна Петрова – Василка
- Марин Узунов – Чудака
- дядо Павел – глух дядо
- Стефан Димитров – шофьор
- Александър Дойнов – глас на шофьора
- Станислав Тодоров – Компютъра – син на Янаки Синия
- Васил Василев – Зуека – директор на интерната
- Богдан Казанджиев – момче от интерната 1
- Джуниър („Хората от гетото“) – момче от интерната 2
- Емилиан Гацов – Елби – момче от интерната 3
- Вальо Черния – момче от интерната 4
- Александър Георгиев – гинеколог
- DJ Dancing angel – диджей

Участват още:
- дядо Митко, бай Ангел и баба Румяна от с. Одринци
- Олег Тодоров
- ученици от 10. клас и децата от дом „Ран Босилек“

## Награди
- Голяма награда „Златна роза“ (поделена с „Изпепеляване“) на 26-ия Фестивал на българския игрален филм „Златна роза“, 2004
- Награда за женска роля на Весела Казакова на 26-ия Фестивал на българския игрален филм „Златна роза“ през 2004
- Награда „Горчива чаша“ на 26-ия Фестивал на българския игрален филм „Златна роза“, 2004
- Награда на СБФД (съюз на българските филмови дейци) за дебют на 26-ия Фестивал на българския игрален филм „Златна роза“ - 2004
- Награда „Въло Радев“ на 26-ия Фестивал на българския игрален филм „Златна роза“, 2004
- Голяма награда за най-добър филм в региона, Сараево, 2004
- Специална награза за изключително ансамблово изпълнение, Сараево, 2004
- Награда „Кодак“ за най-добър български филм, София Филм Фест, 2004
- Награда „ФАСБИНДЕР“ и награда на екуменическото жури, Манхайм-Хайделберг, 2004